# بدايات مضيئة

## ومضة
```
تسافر الأخت مع موچوتان  للماضي لمعرفة بدايات الإختراعات و الإكتشافات عبر التاريخ التي وصلت إلينا في هذا العصر ، في جو من المرح و التعلم و معلومات مهمة عن رواد الإختراع و العلم .
```

## الحلقات
- 1- الإكتشاف
- 2- تطوير الفضاء
- 3- الطائرات
- 4- القاطرة البخارية
- 5- الأولمبياد
- 6- ريادة الفضاء
- 7- الطيران
- 8- بواخر الركاب + الطائرات النفاثة
- 9- المحرك + الساعات
- 10- الطيار + الضوء
- 11- الأقمار الإصطناعية + القياسات
- 12-البرق + الطاقة المائية
- 13- العدسة + التلسكوب
- 14- المراصد الفلكية + النظارات
- 15- الغواصة + الأمم المتحدة
- 16- المجوهرات + إفرست
- 17- السفن + ريادة القطب الجنوبي
- 18- الميكروسكوب + إستكشاف القطب الجنوبي
- 19- الأعداد + أقلام الحبر الجاف
- 20- المتاحف + اللؤلؤ
- 21- المظلة + الممرضات
- 22- إشارات المرور + البيانو
- 23- الأنفاق + الخريطة
- 24- الحوامة + الشاي
- 25- الرقم القياسي لسرعة السكك الحديدية
- 26- السفينة المائية + المحرك

- الاكتشاف
- تطوير الفضاء
- الطائرات
- القاطرة البخارية
- الاولمبيادا
- ريادة الفضاء
- الطيران
- بواخر الركاب-الطائرات النفاثة
- المحرك- الساعات
- الطيار - الضوء
- الاقمار الاصطناعية - القياسات
- البرق والمولد الكهربائي -الطاقة المائية
- العدسة - التلسكوب
- المراصد الفلكية - النظارات
- الغواصة- الامم المتحدة
- المجوهرات- افرست
- السفن - ريادة القطب الجنوبي
- الميكروسكوب - استكشاف القطب الجنوبي
- الاعداد - اقلام الحبر الجاف
- المتاحف - اللؤلؤ
- المظلة - الممرضات
- اشارات المرور - البيانو
- الانفاق - الخريطة
- الحوامة - الشاي